# Rolfstorp
Rolfstorp är en tätort i  Varbergs kommun i Hallands län och kyrkbyn i Rolfstorps socken.

## Historia
Namnet kommer från mansnamnet Rolf eller Roald och efterledet torp, i betydelsen nybygge. Efterledet antyder att byn fått sitt namn under perioden 1000–1200-talen.

### Borgruinen vid kyrkan

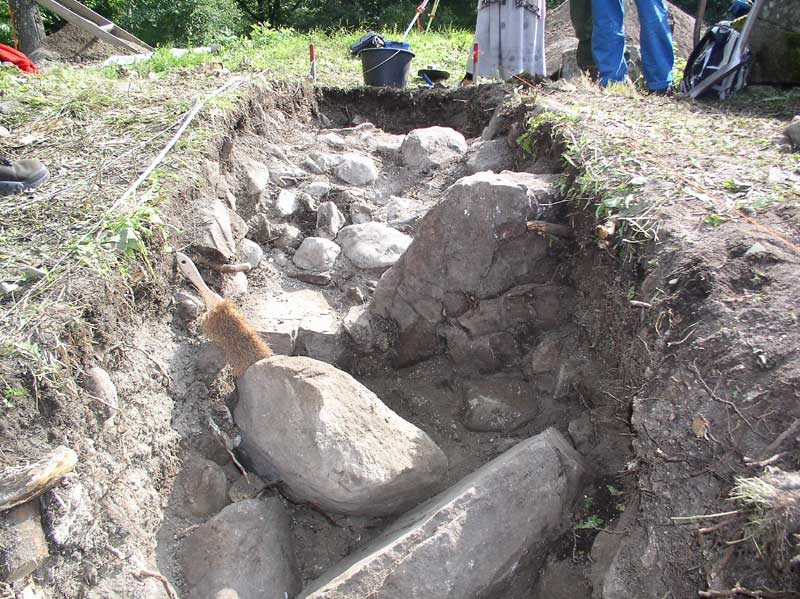
Schaktet och den östra muren av borgruinen, sedd från kyrkan

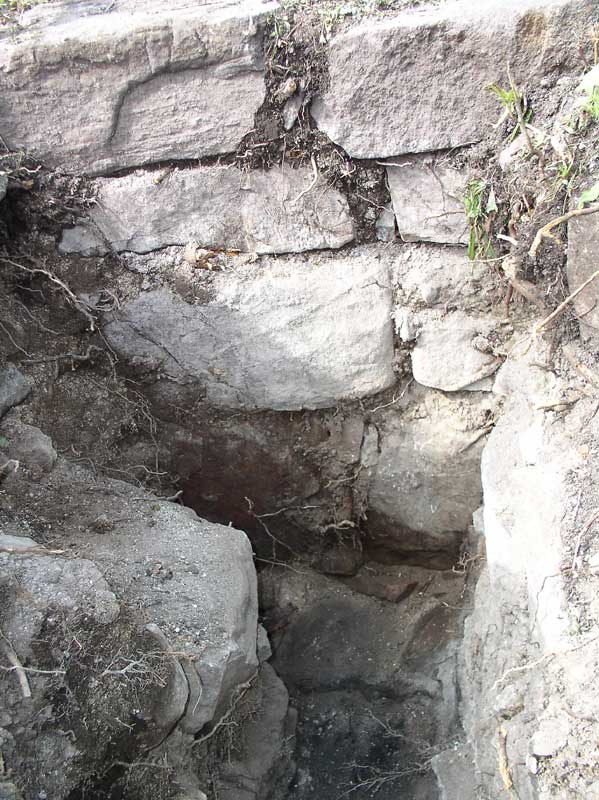
Fasaden på borgruinen i den västra muren, sedd mot kyrkan

Hösten 2005 genomförde Varbergs fornminnesförening en provundersökning vid Rolfstorps kyrka under ledning av Lena Bjuggner från Länsantikvarien, Halmstad. Anledningen till detta var att man i samband med sammanställningen av Rolfstorps hembygdsbok fann äldre dokument från Kungliga byggnadsstyrelsen från 1923, där man hade dokumenterat upptäckten av en cirkulär byggnadsrest omedelbart öster om kyrkogårdsmuren.
Ett 1 meter brett och 7,2 meter långt schakt grävdes för hand rakt igenom anläggningen och i den sydöstra delen frilades en mur med en svag bågform, med en tänkt centrumpunkt i schaktets mittdel. Kärnmuren var lagt med natursten i hårt kalkbruk och med en yttre skalmur bestående av både kallmurade och brukmurade kluvna stenar. Denna del av muren vilade på ett stenparti som antogs bestå av fast klippa men kan eventuellt bestå av ett större stenlagt parti av hällar. 
I schaktets nordvästra del frilades och framrensades endast fasaden av insidan av den cirkulära byggnaden (utsidan är här borttagen vid ombyggnaden av kyrkogårdsmuren). Fasaden, eller mur-resten, bestod av en tuktad kallmur, fem skift hög och som även denna hade en svag bågform. 
Utrymmet mellan dessa två murar bestod av raseringsmaterial från den ursprungliga byggnaden och bestod mest av mindre sten med fastsittande kalkbruk samt en del större sten som sannolikt har ingått i skalmurarna. Byggnaden har således sannolikt haft en cirkulär form med ca 3,8 meters innerdiameter.
Fyndresultaten från utgrävningen omfattade glaserad och oglaserad medeltida keramik, fragment av kritpipor, djurben (mestadels mindre gnagare), järnbeslag, hästskosöm (medeltida), kol, slagg, flinta(!), samt ett mindre beslag av brons.
Någon mer preciserad datering av anläggningens uppförande eller bruksperiod kan i nuläget inte göras mer än till medeltid. De fynd som gjordes ger heller inte någon större vägledning mer än att anläggningen bör ha blivit raserad senast under 1700-talet, av fynden av kritpipor att döma.
Byggnadsstyrelsens dokumentation från 1923 anger en kastal eller borgtorn och det kan naturligtvis vara så. Andra tolkningar , framförda vid utgrävning, anser att det är en tidig medeltida rundkyrka liknande de kyrkor som finns idag bevarade i såväl Danmark som i Sverige. En omfattande byggnationen av stenkyrkor uppstod under tidig medeltid och antas idag i stor utsträckning ha initierats av lokala stormän, som då också haft ett personligt ägandeskap till dessa kyrkor. 
I flera fall från Danmark kan man dessutom påvisa ett intimt sammanhang mellan kyrkbyggandet och en närliggande stormansbebyggelse. Allt för att följa den "nya tidens trend" med ett kristnande och naturligtvis för att markera och stärka sin maktposition i samhället. Inga av de framlagda hypoteserna har ännu kunnat beläggas.
Utanför undersökningsområdet fann gruppen visuella strukturer som behöver undersökas mer noggrant: österut på åsen finns högliknande markformationer som kan tyda på fler, numer raserade byggnader. Strax sydost om det förmodade gravkoret fann de i samband med återställandet av utgrävningsplatsen i dagen synliga, tätt liggande huggna stenar i jämn och rak linje och med en tänkt front mot söder. 
Linjen, som löper i ostsydostlig riktning går lätt att följa i sin fortsättning genom jordsondering och är ca 5,5 m lång, för att därefter i 90 graders vinkel bryta av i nordnordostlig riktning ca 4 meter varefter den är svårare att finna med jordsond på grund av topografin. Dessa stenrader kan eventuellt ingå i någon ytterligare byggnadskonstruktion och dessutom vara relaterade till den cirkulära anläggningen vilket i så fall kan ge fler ledtrådar om platsens ursprungliga funktion.

### Skolan
Den första skolan började byggas 1861, innan dess hade undervisningen skett av klockaren och i ambulerande roteskolor. År 1881 fanns två folkskolor (den andra var i en hyrd lokal) och fyra småskolor i socknen. En ny folkskolebyggnad uppfördes 1897. 1920 beslutades att införa ett sjunde skolår.
1931 byggdes en ny skolbyggnad. 1977 byggdes en ny skola som ersatte de gamla skolbyggnaderna och hade plats för sex årskullar.

### Biblioteket
1859 beslutades att ett bibliotek skulle bildas. I samband med att den nya folkskolan byggdes 1931 byggdes även ett särskilt rum för biblioteket. När Göthriks skola i Hunnestad blev färdig 1967 kom den skolan att bli huvudbibliotek i kommunen och Rolfstorps bibliotek blev en filial till det biblioteket. När den nya skolan 1977 blev färdig ersatte dess bibliotek det som fanns i Göthriks skola, vars böcker flyttades till det nya biblioteket.

### Telefon
I Rolfstorp öppnades en telefonstation 1910 och i Åkulla 1929. En telegramexpedition inrättades 1937. Stationerna automatiserades 1962 respektive 1964.

### Järnväg
WbÄJ, som är förkortningen för Varberg-Ätrans Järnväg, var en 49 km lång, normalspårig järnväg mellan Varberg och Ätran. Den var i bruk från 1911 till 1961. I Rolfstorp placerades stationen på slätten ett stycke från bebyggelsen och bildade där ett litet stationssamhälle. Statistiska Centralbyrån (SCB) registrerar Rolfstorps f.d. stationssamhälle som en egen småort.

### Befolkningsutveckling
| Befolkningsutvecklingen i Rolfstorp 1975–2020 | Befolkningsutvecklingen i Rolfstorp 1975–2020 | Befolkningsutvecklingen i Rolfstorp 1975–2020 | Befolkningsutvecklingen i Rolfstorp 1975–2020 | Befolkningsutvecklingen i Rolfstorp 1975–2020 |
| --------------------------------------------- | --------------------------------------------- | --------------------------------------------- | --------------------------------------------- | --------------------------------------------- |
|                                               |                                               |                                               |                                               |                                               |
| År                                            |                                               |                                               | Folkmängd                                     | Areal (ha)                                    |
| 1975                                          | 1975                                          |                                               | 333                                           |                                               |
| 1980                                          | 1980                                          |                                               | 382                                           |                                               |
| 1990                                          | 1990                                          |                                               | 562                                           | 74                                            |
| 1995                                          | 1995                                          |                                               | 550                                           | 75                                            |
| 2000                                          | 2000                                          |                                               | 529                                           | 75                                            |
| 2005                                          | 2005                                          |                                               | 502                                           | 75                                            |
| 2010                                          | 2010                                          |                                               | 513                                           | 75                                            |
| 2015                                          | 2015                                          |                                               | 537                                           | 92                                            |
| 2020                                          | 2020                                          |                                               | 588                                           | 86                                            |
| Anm.: Ny tätort 1975                          |                                               |                                               |                                               |                                               |

## Samhället
De äldsta delarna av Rolfstorps kyrka, som är byggd i romantisk stil, är främre och mellersta långhuset som uppfördes under medeltiden, eventuellt 1200-talet.
Mer känd än själva kyrkan är sannolikt den ros som växer i ett av kyrkans fönster. Rosen, som är av arten Rosa canina, växer mellan de bägge glasen i fönstret vilket gör att den blommar tidigt eftersom glasen gör att utrymmet fungerar som ett växthus.
Skolan i Rolfstorp renoverades och byggdes ut 1999 och 2015 (bara utbyggnad), 2001–2014 var det en F-9-skola och sedan 2014 en F-3- och 7–9-skola. Klasserna 4–6 gick fram till 2020 på Göthriks skola. Sedan Ht 2020 är Rolfstorps skola en F-9 skola.

## Kommunikationer
Länsväg 153 går genom Rolfstorp på sin väg mellan Varberg och Ullared. Länsväg N 785 förbinder Rolfstorp med Åkulla och Svartrå.

## Idrott
- Rolfstorps GIF

## Kända personer i/från orten
- Bengt Källquist[källa behövs], ägare av Cirkus Maximum
- Emma Knyckare, programledare, Sveriges Radio P3.